# Croitana
Croitana là một chi bướm ngày thuộc họ Bướm nâu.

## Các loài
- Croitana aestiva E.D. Edwards, 1979
- Croitana arenaria E.D. Edwards, 1979
- Croitana croites Hewitson, 1874